# Masaaki Koido
Masaaki Koido (小井土 正亮 Koido Masaaki?,  nacido el 9 de abril de 1978 en Gifu) es un exfutbolista japonés. Jugaba de defensa y su último club fue el Mito HollyHock de Japón.

## Trayectoria

### Clubes
| Club           | País  | Año  |
| -------------- | ----- | ---- |
| Mito HollyHock | Japón | 2001 |